# Tharra coacta
Tharra coacta är en insektsart som beskrevs av Nielson 1975. Tharra coacta ingår i släktet Tharra och familjen dvärgstritar. Inga underarter finns listade i Catalogue of Life.